# Nchang (Bamenda)
Pour les articles homonymes, voir Nchang.
Nchang est un village du Cameroun situé dans l’arrondissement de Bamenda IIIe, dans le département de Mezam et dans la Région du Nord-Ouest.

## Population
Lors du recensement de 2005, on a dénombré 623 habitants dont 299 hommes et 324 femmes.